# 圆筒吻鮈
圆筒吻鮈（学名：Rhinogobio cylindricus）为輻鰭魚綱鯉形目鲤科吻鮈属的鱼类，俗名尖脑壳，是中国的特有物种。分布于长江中上游及其支流等，属于底栖鱼类。该物种的模式产地在长江。它体长通常是11公分。

## 扩展阅读
維基物種上的相關：圆筒吻鮈